# Liste der Biografien/Vin
Liste der Biografien |
Portal Biografien |
Personensuche
# |
A |
B |
C |
D |
E |
F |
G |
H |
I |
J |
K |
L |
M |
N |
O |
P |
Q |
R |
S |
T |
U |
V |
W |
X |
Y |
Z |
?
 
Va |
Vd |
Ve |
Vh |
Vi |
Vj |
Vl |
Vn |
Vo |
Vr |
Vs |
Vt |
Vu |
Vy
 
Via |
Vib |
Vic |
Vid |
Vie |
Vif |
Vig |
Vih |
Vii |
Vij |
Vik |
Vil |
Vim |
Vin |
Vio |
Vip |
Viq |
Vir |
Vis |
Vit |
Viu |
Viv |
Vix |
Viy |
Viz
Die Liste der Biografien führt alle Personen auf, die in der deutschsprachigen Wikipedia einen Artikel haben. Dieses ist eine Teilliste mit 432 Einträgen von Personen, deren Namen mit den Buchstaben „Vin“ beginnt.

## Vin
- Vin des Œillets, Claude de (1637–1687), Mätresse des französischen Königs Ludwig XIV.
- Vin, Rober van der (* 1969), niederländischer Radrennfahrer

### Vina
- Viña, Diego (* 1988), uruguayischer Fußballspieler
- Vina, Émilie (* 1982), französische Skilangläuferin
- Viña, Matías (* 1997), uruguayischer Fußballspieler
- Vina, Sandra Da (* 1989), deutsche Autorin, Kabarettistin und Poetry Slammerin
- Vinaccesi, Benedetto († 1719), italienischer Komponist und Organist des Barock
- Vinaccia, Helmut (* 1974), österreichischer Kabarettist
- Vinaccia, Paolo (1954–2019), italienischer Jazzmusiker (Schlagzeug, Perkussion, Komposition)
- Vinache, Jean Joseph (1696–1754), französischer Bildhauer
- Vinage, Béatrice du (1911–1993), deutsch-schwedische Malerin, Grafikerin, Fotografin und Journalistin
- Vinage, Gabriele du (1920–2009), deutsche Film- und Theaterfotografin
- Vinagre, Rúben (* 1999), portugiesischer Fußballspieler
- Vinaite, Bria (* 1993), litauisch-amerikanische SchauspielerinBria Vinaite (* 1993)

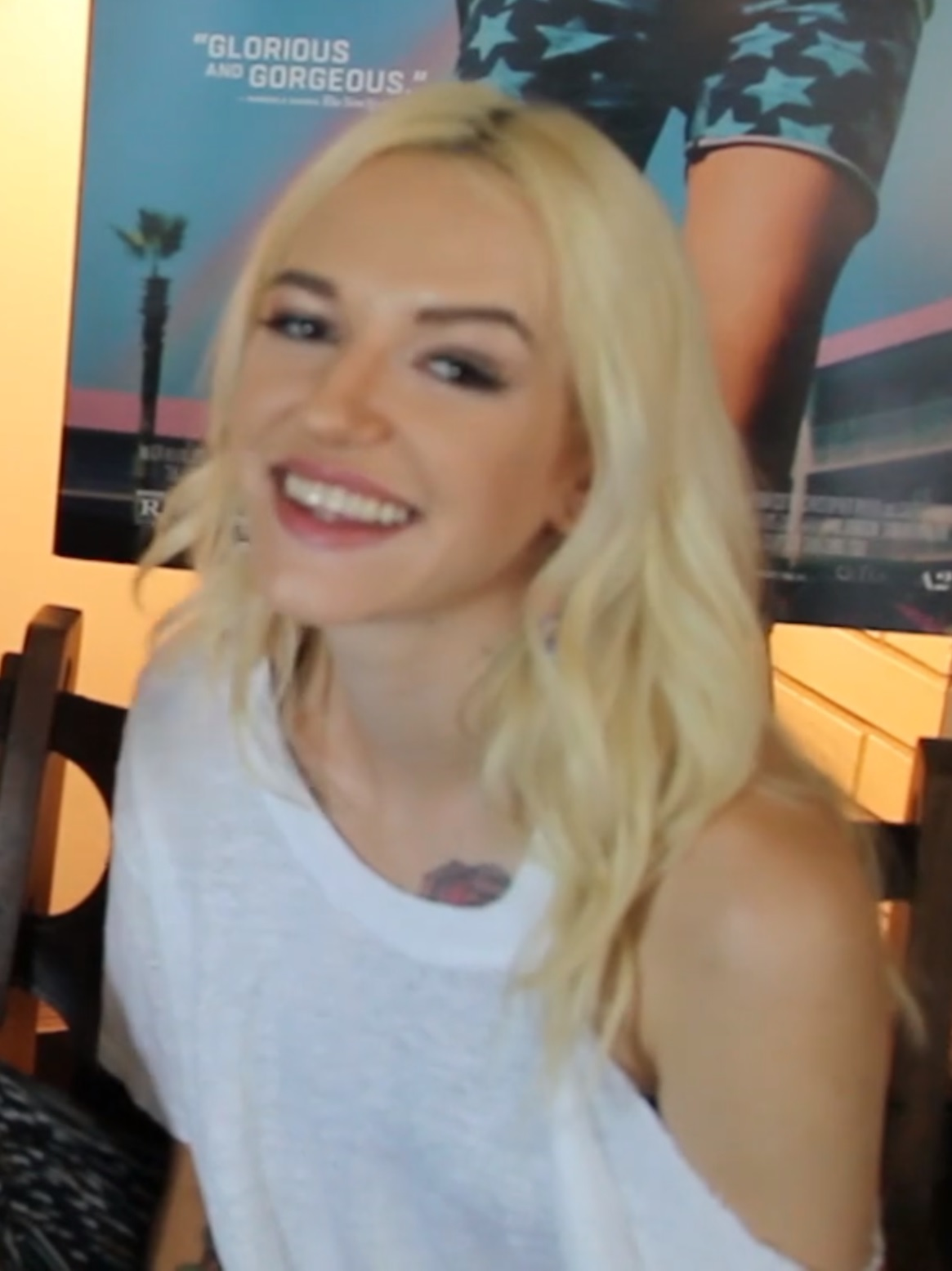
Bria Vinaite (* 1993)

- Viñales, Isaac (* 1993), spanischer Motorradrennfahrer
- Viñales, Maverick (* 1995), spanischer MotorradrennfahrerMaverick Viñales (* 1995)
- Vinall, Phil, Musikproduzent

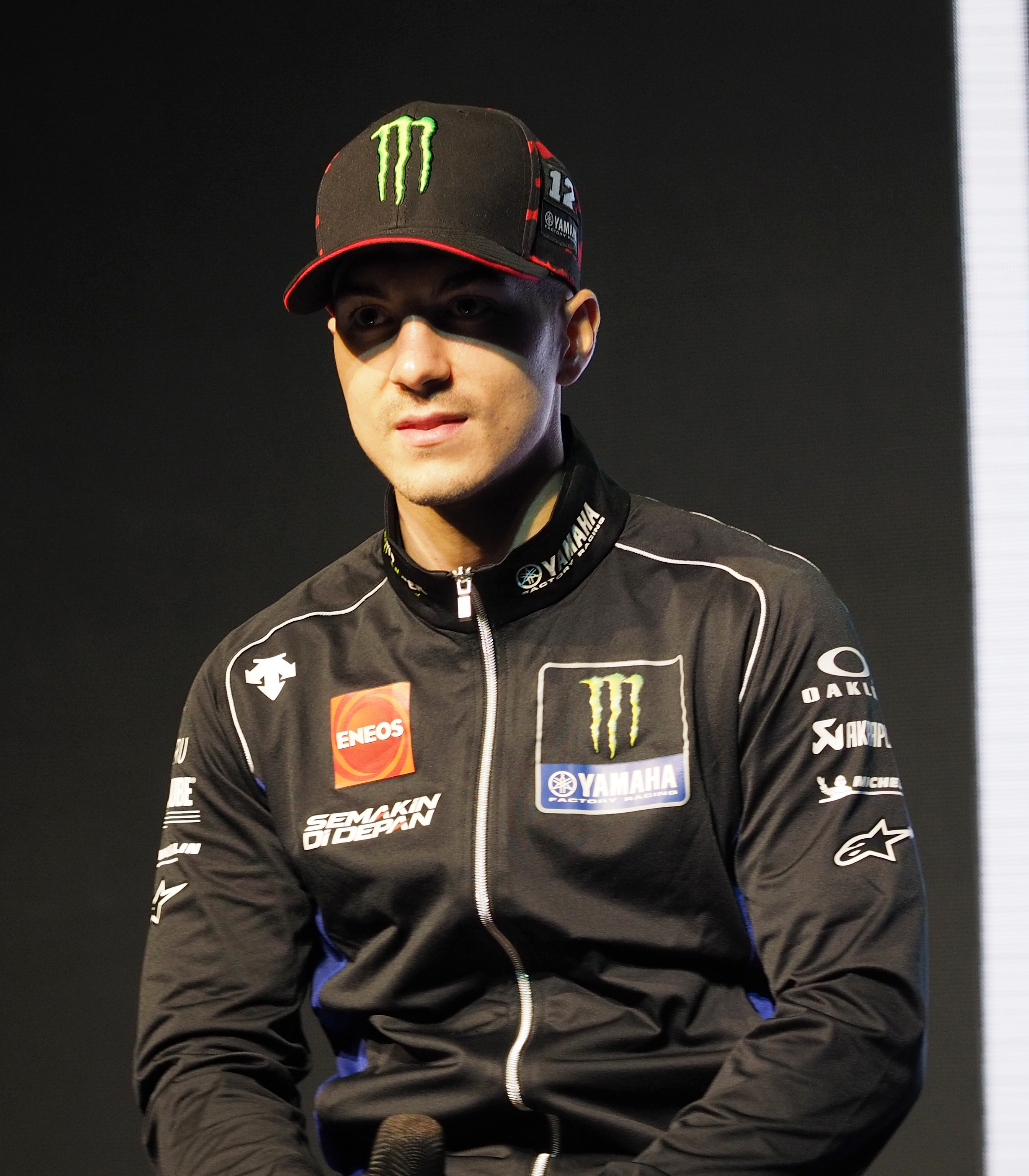
Maverick Viñales (* 1995)

- Viñas, David (1927–2011), argentinischer Literaturwissenschaftler und Schriftsteller
- Viñas, Federico (* 1998), uruguayischer Fußballspieler
- Vinatea, Antonio de (* 1988), peruanischer Badmintonspieler
- Vinatier, Jean (* 1933), französischer Autorennfahrer
- Vinatieri, Adam (* 1972), US-amerikanischer American-Football-Spieler
- Vinatzer, Alex (* 1999), italienischer Skirennläufer
- Vinatzer, Batista (1912–1993), italienischer Bergsteiger
- Vinaver, Chemjo (1900–1973), polnischer Dirigent, Komponist und Musikwissenschaftler
- Vinaver, Eugène (1899–1979), französischer Romanist und Mediävist
- Vinaver, Michel (1927–2022), französischer Dramatiker
- Vinaver, Steven (1936–1968), US-amerikanischer Dramatiker und Regisseur
- Vinay, Jean-Paul (1910–1999), kanadischer Phonetiker, Anglist, Romanist und Linguist
- Vinay, Ramón (1911–1996), chilenischer Opernsänger (Tenor/Bariton)
- Vinay, Tullio (1909–1996), italienischer evangelischer Theologe, Gründer diakonischer Zentren und Politiker
- Vinayagavijayan, Shakthi (* 2003), singapurischer Fußballspieler
- Vinayakram, T. H. (* 1942), indischer Perkussionist
- Vinazer, Martin (1674–1744), Südtiroler Bildhauer

### Vinb
- Vinberg, Matilda (* 2003), schwedische Fußballspielerin

### Vinc
- Vinc, Fifty (* 1994), deutscher Musikproduzent und Komponist
- Vinca, Maria (1878–1939), italienische Malerin
- Vince, Gaia, britisch-australische Sachbuchautorin und Hörfunk- und Fernsehjournalistin
- Vince, James (* 1991), englischer Cricketspieler
- Vince, Pruitt Taylor (* 1960), US-amerikanischer Schauspieler
- Vince, Robert (* 1962), kanadischer Produzent, Regisseur und Drehbuchautor
- Vince, Samuel (1749–1821), britischer Wissenschaftler und Geistlicher
- Vince, William (1963–2008), kanadischer Filmproduzent
- Vincelj, Carmen (* 1972), deutsche Turniertänzerin
- Vincendon-Dumoulin, Clément Adrien (1811–1858), französischer Hydrograph und Forschungsreisender
- Vincent, belgischer Radrennfahrer
- Vincent zu Dänemark (* 2011), dänischer Prinz, Sohn von Frederik von Dänemark und Mary von DänemarkVincent zu Dänemark (* 2011)

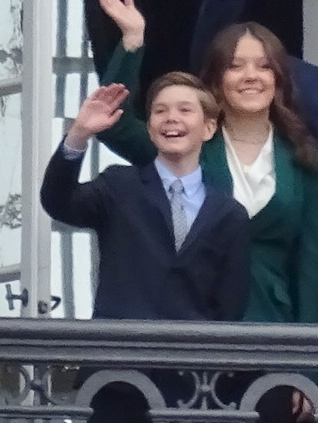
Vincent zu Dänemark (* 2011)

- Vincent, A. (1928–2015), indischer Kameramann und Filmregisseur des Malayalam-Films, tamilischen Films, Telugu-Films und Hindi-Films
- Vincent, Alex (* 1981), US-amerikanischer Schauspieler und ehemaliger Kinderdarsteller
- Vincent, Alfred (1850–1906), Schweizer Mediziner und Politiker
- Vincent, Allen (1903–1979), US-amerikanischer Drehbuchautor
- Vincent, Amy (* 1959), US-amerikanische Kamerafrau
- Vincent, Arnaud (* 1974), französischer Motorradrennfahrer
- Vincent, Ava (* 1975), US-amerikanische Pornodarstellerin
- Vincent, Beverly M. (1890–1980), US-amerikanischer Politiker
- Vincent, Bird J. (1880–1931), US-amerikanischer Politiker
- Vincent, Brandon (* 1994), US-amerikanischer Fußballspieler
- Vincent, Cerina (* 1979), US-amerikanische Schauspielerin
- Vincent, Charles (1862–1918), französischer Bildhauer
- Vincent, Christian (* 1955), französischer Filmregisseur und Drehbuchautor
- Vincent, Christophe (* 1992), französischer Fußballspieler
- Vincent, Daniel (1874–1946), französischer Politiker
- Vincent, David (* 1965), US-amerikanischer Musiker
- Vincent, Earl W. (1886–1953), US-amerikanischer Politiker
- Vincent, Eddie (* 1878), US-amerikanischer Jazz-Musiker
- Vincent, Edgar, 1. Viscount D’Abernon (1857–1941), britischer Politiker, Diplomat und Schriftsteller
- Vincent, Eliska (1841–1914), französische Feministin
- Vincent, François-André (1746–1816), französischer Maler
- Vincent, François-Nicolas (1767–1794), Generalsekretär des französischen Kriegsministeriums
- Vincent, Frank (1938–2014), US-amerikanischer Jazzpianist
- Vincent, Frank (1939–2017), US-amerikanischer SchauspielerFrank Vincent (1939–2017)

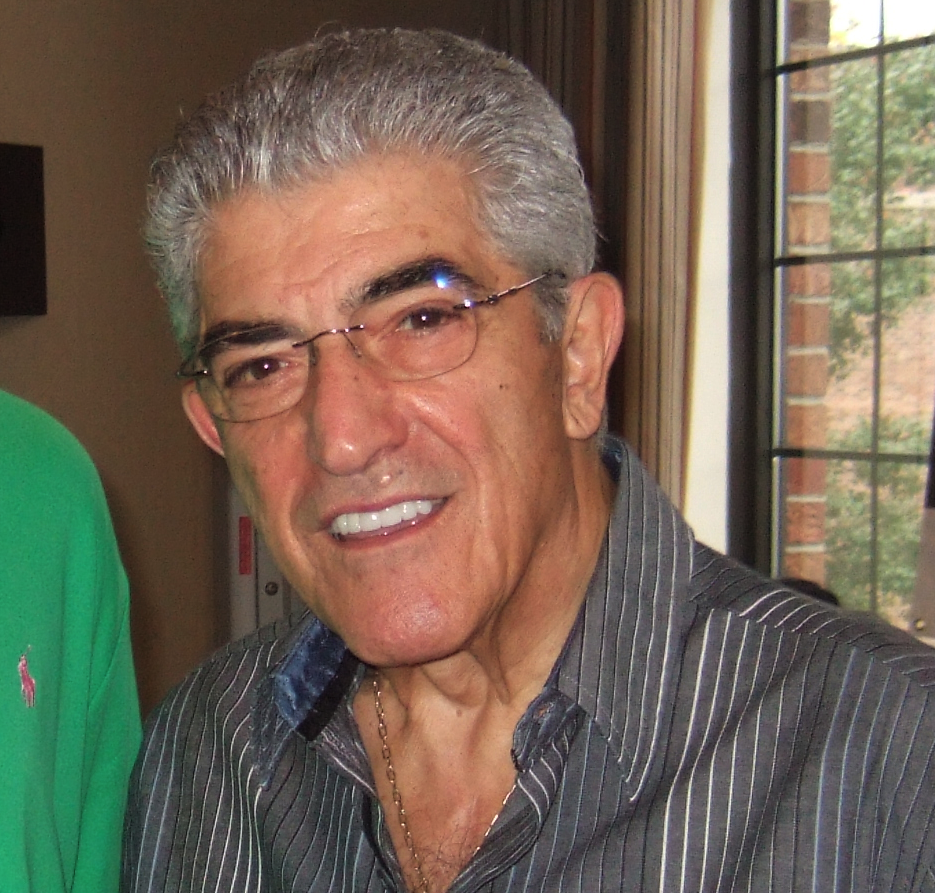
Frank Vincent (1939–2017)

- Vincent, Gabe (* 1996), nigerianisch-US-amerikanischer Basketballspieler
- Vincent, Gabrielle (1928–2000), belgische Künstlerin, Kinderbuchautorin und -illustratorin
- Vincent, Gene (1935–1971), US-amerikanischer Musiker
- Vincent, George Edgar (1864–1941), US-amerikanischer Soziologe
- Vincent, Guillaume (* 1991), französischer Pianist
- Vincent, Harl (1893–1968), amerikanischer Science-Fiction-Autor
- Vincent, Heinrich Josef (1819–1901), österreichischer Chorleiter und Musiktheoretiker
- Vincent, Hélène (* 1943), französische Schauspielerin und Theaterregisseurin
- Vincent, Henri Catherine Balthazard (1775–1844), französischer General der Infanterie
- Vincent, Hugues (1974–2024), französischer Cellist, Komponist und Improvisator
- Vincent, Jack (1904–1999), britischer Ornithologe
- Vincent, Jacques (1849–1942), französische Schriftstellerin
- Vincent, James (* 1989), englischer Fußballspieler
- Vincent, James Carroll (1897–1948), US-amerikanischer Stummfilmschauspieler
- Vincent, Jan-Michael (1944–2019), US-amerikanischer SchauspielerJan-Michael Vincent (1944–2019)

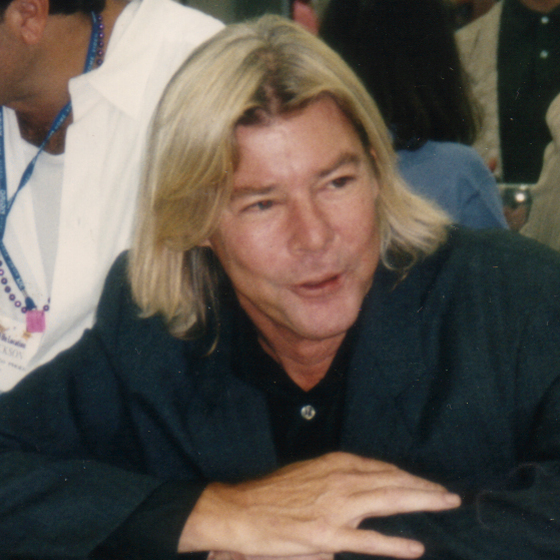
Jan-Michael Vincent (1944–2019)

- Vincent, Jane (* 1966), kanadische Skilangläuferin
- Vincent, Jean (1930–2013), französischer Fußballspieler und -trainer
- Vincent, Jean-Pierre (1942–2020), französischer Theaterregisseur und Theaterleiter
- Vincent, Jo (1898–1989), niederländische Konzertsängerin und Gesangslehrerin
- Vincent, John (1764–1848), britischer General
- Vincent, John (1884–1941), britischer Seemann und Antarktisreisender
- Vincent, June (1920–2008), US-amerikanische Schauspielerin
- Vincent, Katie (* 1996), kanadische Kanutin
- Vincent, Kayne (* 1988), neuseeländischer Fußballspieler
- Vincent, Léonie (* 1994), schwedisch-französische Schauspielerin
- Vincent, Louis (1808–1877), Wiesenbaumeister und Kulturingenieur in Regenwalde
- Vincent, Louis-Hugues (1872–1960), französischer Dominikaner und Biblischer Archäologe
- Vincent, Lucien (1909–2001), französischer Autorennfahrer
- Vincent, Marianne (1900–1988), österreichische Schriftstellerin und Schauspielerin
- Vincent, Marie, Schweizer Basketballspielerin
- Vincent, Maurice (* 1955), französischer Politiker
- Vincent, Niel (* 2000), französischer Snookerspieler
- Vincent, Norah (1968–2022), amerikanische Schriftstellerin
- Vincent, Pascal (* 1971), kanadischer Eishockeyspieler und -trainer
- Vincent, Paul (1950–2016), deutscher Musiker
- Vincent, Pierre (* 1992), französischer Sprinter
- Vincent, Pierre H. (* 1955), kanadischer Rechtsanwalt und Politiker, Unterhausabgeordneter und Bundesminister
- Vincent, Pierre M. (1927–2014), französischer Geologe und Vulkanologe
- Vincent, Ra, neuseeländischer Szenenbildner und Artdirector
- Vincent, Raymonde (1908–1985), französische Schriftstellerin
- Vincent, Rhonda (* 1962), US-amerikanische Country- und Bluegrass-Sängerin und -Musikerin
- Vincent, Richard, Baron Vincent of Coleshill (1931–2018), britischer Feldmarschall und Life Peer
- Vincent, Royson (* 1996), malaysischer Mittelstreckenläufer
- Vincent, Sam (* 1971), kanadischer Synchronsprecher und Schauspieler
- Vincent, Sébastien (* 1982), französischer Badmintonspieler
- Vincent, Simon (* 1967), britischer Komponist
- Vincent, Sténio (1874–1959), Präsident von Haiti
- Vincent, Sylvie (1941–2020), kanadische Anthropologin und Ethnologin
- Vincent, Tony (* 1973), US-amerikanischer Rocksänger und Musicaldarsteller
- Vincent, Trevor (* 1938), australischer Hindernisläufer
- Vincent, Vinnie (* 1952), US-amerikanischer Rockgitarrist
- Vincent, William D. (1852–1922), US-amerikanischer Politiker
- Vincent, Yves (1921–2016), französischer Schauspieler
- Vincent-Lapointe, Laurence (* 1992), kanadische Kanurennsportlerin
- Vincentelli, François (* 1971), belgischer Schauspieler
- Vincenti, Arthur von (1878–1941), deutscher Bibliothekar
- Vincenti, Carl (1871–1940), deutscher Fotograf
- Vincenti, Karl Theodor von (1773–1850), königlich bayrischer Generalleutnant
- Vincenti, Karl von (1764–1812), General der bayerischen Armee
- Vincenti, Walter (1917–2019), US-amerikanischer Ingenieurwissenschaftler
- Vincentiis, Carlo De (* 1622), italienischer Violinist
- Vincentini, Marcantonio (1624–1692), italienischer Bischof und Diplomat
- Vincentius, Caspar († 1624), franko-flämischer Komponist und Organist der Renaissance
- Vincentius, Petrus (1519–1581), deutscher Rhetoriker, Ethiker und Pädagoge
- Vincents, Ole, dänischer Basketballspieler
- Vincenty, Thaddeus (1920–2002), polnisch-US-amerikanischer Geodät
- Vincentz, Martin (* 1986), deutscher Politiker (AfD), MdLMartin Vincentz (* 1986)

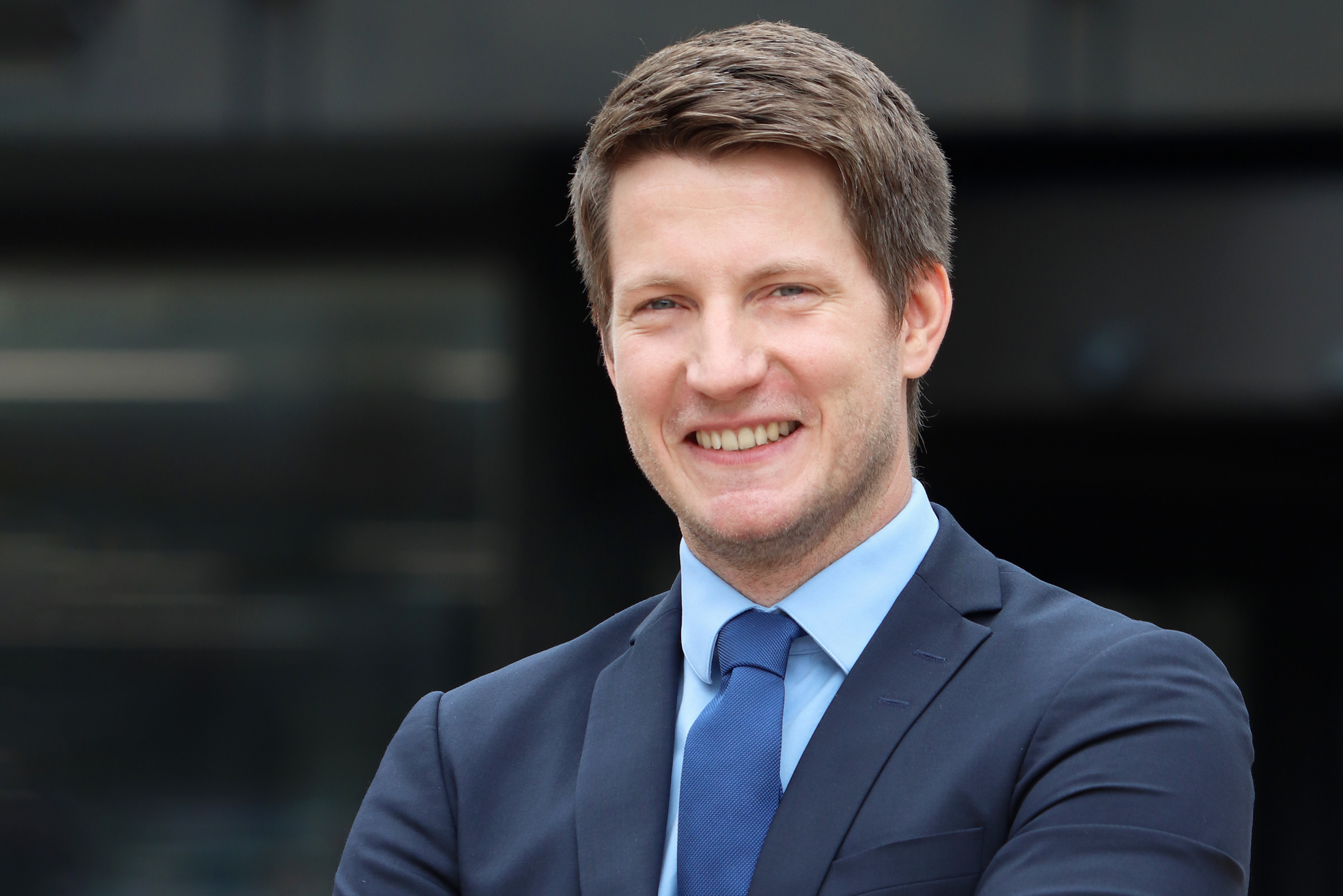
Martin Vincentz (* 1986)

- Vincenz Schrott (1794–1854), österreichischer Richter und Politiker
- Vincenz, Anita (* 1965), ungarische Triathletin
- Vincenz, Balthasar de (1789–1858), Schweizer Offizier in spanischen Diensten
- Vincenz, Gion Clau (1921–2014), Schweizer Politiker (CVP)
- Vincenz, Hans (1900–1976), deutscher Maler
- Vincenz, Joanna de (* 1967), deutsch-polnische Journalistin
- Vincenz, Laurenz Matthias (1874–1941), Bischof von Chur
- Vincenz, Pierin (* 1956), Schweizer Bankmanager
- Vincenz, Stanisław (1888–1971), polnischer Schriftsteller, Philosoph und Übersetzer
- Vincenz-Stauffacher, Susanne (* 1967), Schweizer Politikerin (FDP)Susanne Vincenz-Stauffacher (* 1967)

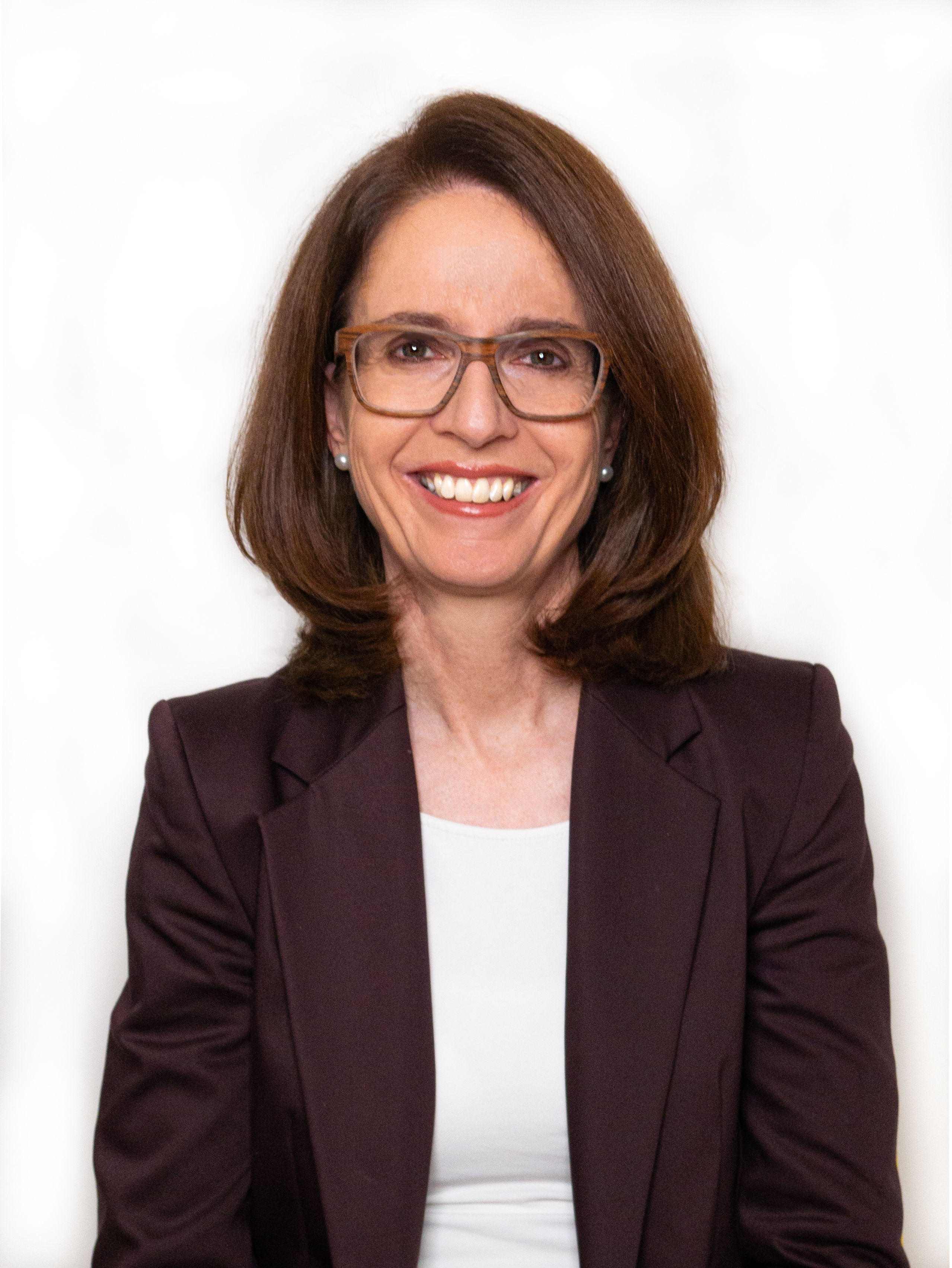
Susanne Vincenz-Stauffacher (* 1967)

- Vincenzi, Raul Henrique Castro e Silva de (1918–2010), brasilianischer Basketballspieler und Diplomat
- Vincenzo Gonzaga (1634–1714), italienischer Herzog
- Vincenzo I. Gonzaga (1562–1612), Herzog von Mantua und Montferrat
- Vincenzo II. Gonzaga (1594–1627), Herzog von Mantua und Montferrat
- Vincenzo, Ahmad Gianpiero (* 1961), italienischer Islamwissenschaftler und Persönlichkeit des muslimisch-christlichen Dialogs
- Vincenzoni, Luciano (1926–2013), italienischer Drehbuchautor
- Vincett, James (* 2002), kanadischer Volleyballspieler
- Vinci Gigliucci, Giulio Cesare (1858–1934), italienischer Diplomat
- Vinci Gigliucci, Giulio Cesare (* 1938), italienischer Diplomat
- Vinci, Carole (* 1949), Schweizer Sängerin
- Vinci, Charles (1933–2018), US-amerikanischer Gewichtheber
- Vinci, Felice (* 1946), italienischer Ingenieur und Amateurhistoriker
- Vinci, Leonardo († 1730), italienischer Komponist des BarocksLeonardo Vinci († 1730)

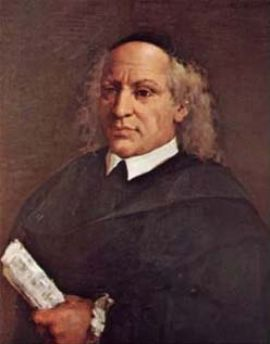
Leonardo Vinci († 1730)

- Vinci, Roberta (* 1983), italienische Tennisspielerin
- Vinciarelli, Lauretta (1943–2011), italienisch-amerikanische Architektin, Malerin und Hochschullehrerin
- Vinčić, Dejan (* 1986), slowenischer Volleyballspieler
- Vincic, Marko (* 1986), kroatischer Skeletonfahrer
- Vinčić, Slavko (* 1979), slowenischer Fußballschiedsrichter
- Vincidor, Tommaso (1493–1536), italienischer Maler und Architekt
- Vinciguerra, Andreas (* 1981), schwedischer Tennisspieler
- Vinciguerra, Vincenzo (* 1949), italienischer Rechtsextremist und Terrorist
- Vinck, Christian (* 1975), deutscher Tennisspieler
- Vinck, Franz (1827–1903), belgischer Genremaler und Kunstpädagoge
- Vinck, Karel (* 1938), belgischer Manager und EU-Koordinator für ERTMS
- Vinckboons, David (1576–1632), niederländischer Maler
- Vincke, Ernst von (1819–1856), preußischer Landrat des Kreises Hamm (1845–1856)
- Vincke, Georg von (1811–1875), deutscher Verwaltungsjurist und Rittergutsbesitzer in Westfalen, MdR
- Vincke, Gerald (* 1964), US-amerikanischer Geistlicher, römisch-katholischer Bischof von Salina
- Vincke, Gisbert von (1813–1892), deutscher Dichterjurist und Shakespeareforscher
- Vincke, Hermann, Ratsherr der Hansestadt Lübeck
- Vincke, Johannes (1892–1975), deutscher römisch-katholischer Theologe
- Vincke, Karl Friedrich von (1800–1869), preußischer Offizier und Politiker
- Vincke, Ludwig von (1774–1844), preußischer ReformerLudwig von Vincke (1774–1844)

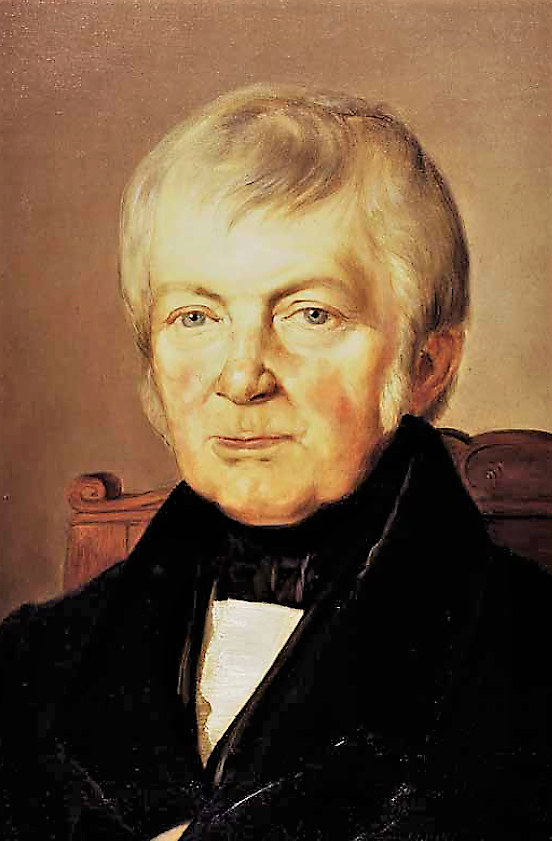
Ludwig von Vincke (1774–1844)

- Vincke, Rani (* 2000), belgische Sprinterin
- Vincke, Sibylle Margarethe von (1877–1953), landgräfliche Prinzessin
- Vincke, Swen (* 1972), belgischer Videospieldesigner, Programmierer und Regisseur
- Vincke, Walter von (1854–1920), deutscher Verwaltungsjurist und Gutsbesitzer
- Vincke, Willy-Marie-Fernand (1894–1945), belgischer römisch-katholischer Geistlicher und Märtyrer
- Vincken, Renate (1943–2013), niederländische Bildhauerin
- Vincomalus, Iohannes, römischer Konsul 453
- Vinçon, Claus (* 1956), deutscher SchauspielerClaus Vinçon (* 1956)

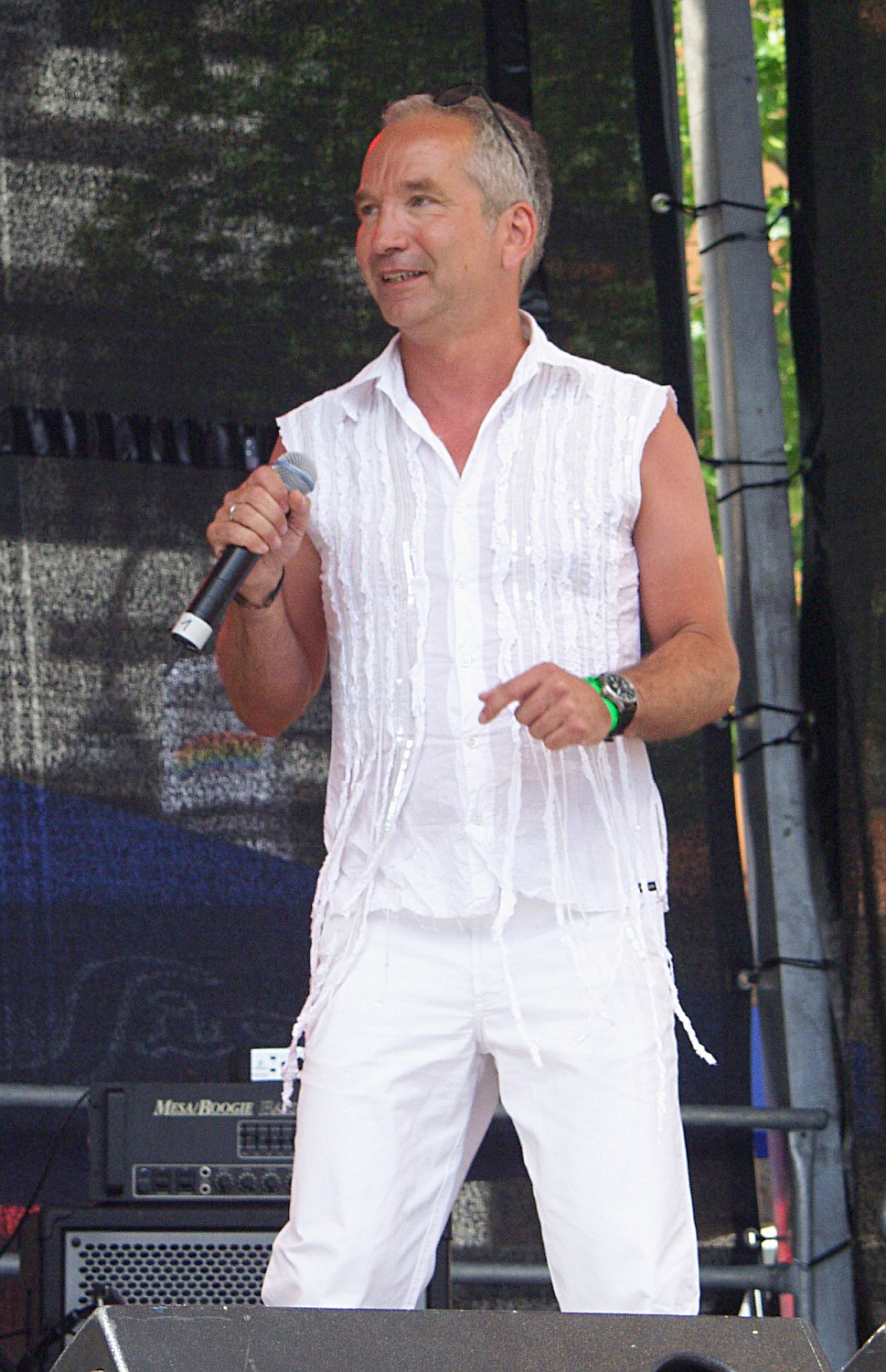
Claus Vinçon (* 1956)

- Vinçon, Hartmut (* 1941), deutscher Kommunikationswissenschaftler und Hochschullehrer
- Vinçon, Horst (1927–2022), deutscher Schauspieler, Regisseur und Bühnenautor
- Vinçon, Serge (1949–2007), französischer Politiker
- Vinçotte, Robert (1844–1904), belgischer Prüfingenieur und Unternehmer
- Vinçotte, Thomas (1850–1925), belgischer Bildhauer und Medailleur
- Vincour, David (* 1984), tschechischer Eiskunstläufer
- Vincour, Tomáš (* 1990), tschechischer Eishockeyspieler
- Vincquedes, Conrad Arnold von (* 1656), Leibarzt des Klosters St. Hubertus, Mitglied der Leopoldina
- Vincz, Melanie (* 1949), amerikanische Schauspielerin
- Vincze, Dominic (* 2004), österreichischer Fußballspieler
- Vincze, Ernest (1942–2024), ungarischer Kameramann
- Vincze, István (1912–1999), ungarischer Mathematiker
- Vincze, István (1944–2014), ungarisch-deutscher Hornist
- Vincze, Jenő (1908–1988), ungarischer Fußballspieler und -trainer
- Vincze, Loránt (* 1977), rumänischer Journalist und Politiker (UDMR/RMDSz), MdEP
- Vincze, Markus (* 1965), österreichischer Ingenieur und Hochschullehrer
- Vincze, Márton (1904–1941), ungarischer Filmarchitekt
- Vincze, Ottó (* 1974), ungarischer Fußballspieler
- Vincze, Paul (1907–1994), ungarisch-britischer Medailleur
- Vincze, Péter (* 1995), ungarischer Eishockeyspieler
- Vincze-Krausz, Ilona (1902–1998), ungarisch-israelische Pianistin und Klavierlehrerin

### Vind
- Vind, Ditte (* 1994), dänische Handballspielerin
- Vind, Emil (* 1987), dänischer Badmintonspieler
- Vind, Jørgen (1593–1644), dänischer Admiral
- Vind, Marianne (* 1970), dänische Gewerkschafterin und Politikerin (Socialdemokraterne), MdEP
- Vinden, Lorna (1931–2008), kanadische Rollstuhlsportlerin
- Vinderhout, Petrus, niederländischer Komponist und Sänger des späten Mittelalters
- Vinders, Jheronimus, franko-flämischer Komponist und Sänger der Renaissance
- Vindevogel, Roger (* 1937), belgischer Radrennfahrer
- Vindheim, Andreas (* 1995), norwegischer Fußballspieler
- Vindicianus, römischer Arzt und Schriftsteller
- Vindicius Fontanus, Gaius, römischer Offizier (Kaiserzeit)
- Vindics, Balázs (* 1994), ungarischer Mittelstreckenläufer
- Vindics-Tóth, Lili Anna (* 1998), ungarische Mittelstrecken- und Hindernisläuferin
- Vinding, Mads (* 1948), dänischer Jazzmusiker (Kontrabass, Komposition)
- Vinding, Rasmus (1615–1684), dänischer Gelehrter
- Vindiš, Luka (* 1994), slowenischer Fußballspieler
- Vindišar, Nika (* 1999), slowenische Biathletin
- Vindius Verus, Marcus, römischer Suffektkonsul (138)
- Vindl, Wolfram (* 1945), österreichischer Politiker (ÖVP), Landtagsabgeordneter, Mitglied des Bundesrates
- Vindland, Gudmund (* 1949), norwegischer Schriftsteller
- Vindman, Alexander (* 1975), ukrainisch-US-amerikanischer Oberstleutnant der United States Army
- Vindman, Eugene (* 1975), US-amerikanischer Politiker
- Vindobilo, antiker römischer Toreut
- Vindyš, Otakar (1884–1949), tschechoslowakischer Tennis-, Bandy- und Eishockeyspieler

### Vine
- Vine, Bryce (* 1988), amerikanischer Rapper und Sänger
- Vine, Cortnee (* 1998), australische Fußballspielerin
- Vine, David (* 1974), US-amerikanischer Anthropologe und Hochschullehrer
- Vine, Frederick (1939–2024), britischer Geologe und Geophysiker
- Vine, Jay (* 1995), australischer RadrennfahrerJay Vine (* 1995)

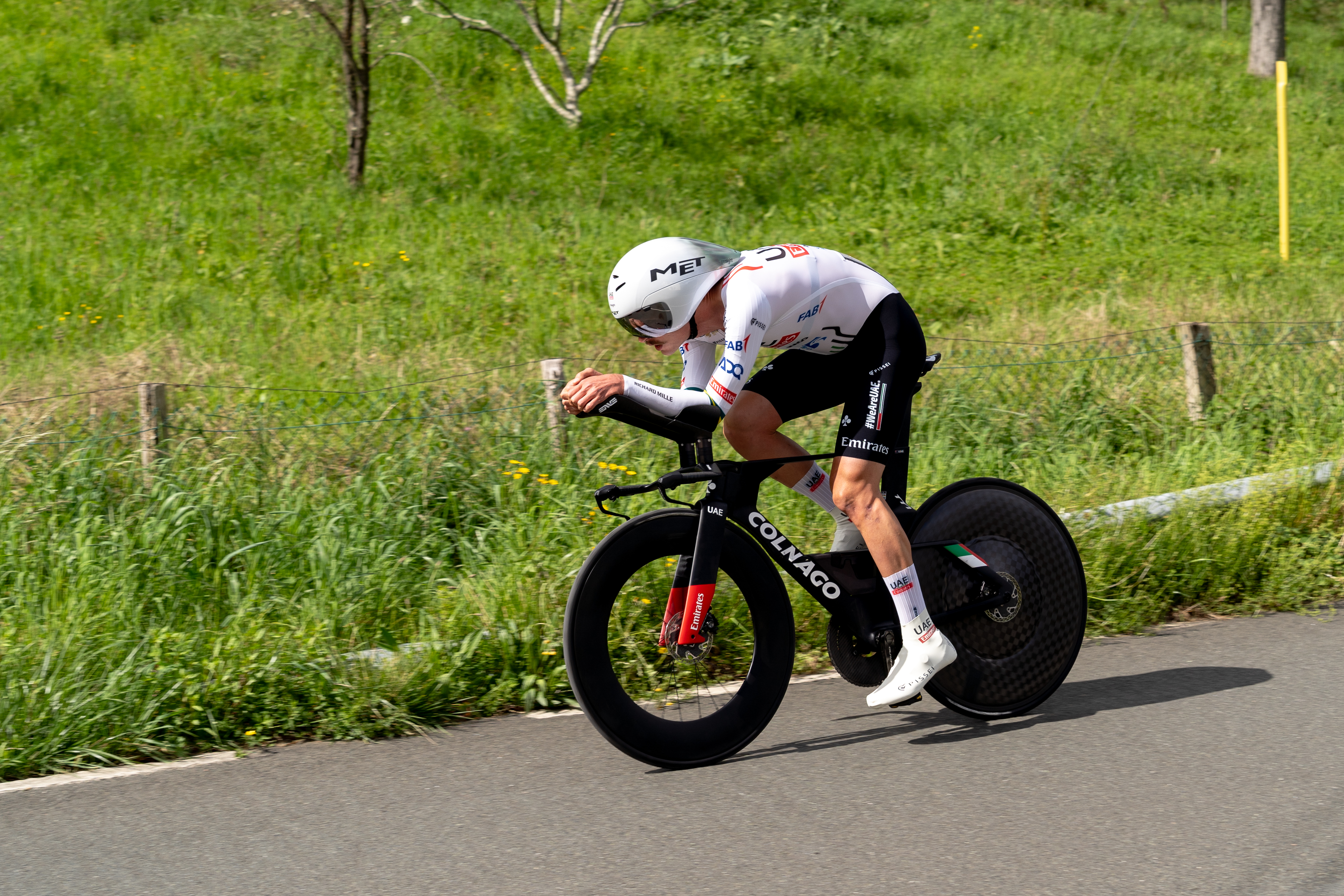
Jay Vine (* 1995)

- Vine, Tim (* 1967), englischer Komiker, Schauspieler, Autor und Moderator
- Vinea, Francesco (1845–1902), italienischer Maler
- Vinea, Ion (1895–1964), rumänischer Schriftsteller
- Vinecki, Winter (* 1998), US-amerikanische Freestyle-Skisportlerin
- Vineeth, C. K. (* 1988), indischer Fußballspieler
- Vinek, Günther (1939–2010), österreichischer Informatiker und Statistiker
- Vinell, Torsten (1898–1968), schwedischer Diplomat
- Vinen, Richard (* 1963), britischer Historiker
- Vinen, William Frank (1930–2022), britischer Physiker
- Vinent, Héctor (* 1972), kubanischer Boxer
- Viner, Jacob (1892–1970), kanadisch-US-amerikanischer Ökonom
- Viner, Jeremy (* 1986), US-amerikanischer Jazzmusiker (Tenorsaxophon, Klarinette)
- Viner, Katharine (* 1971), britische Journalistin und Chefredakteurin der Zeitung The Guardian
- Viner, William, irischer Violinist und Komponist
- Vines, Ellsworth (1911–1994), US-amerikanischer Tennisspieler
- Vines, Graham (* 1930), britischer Radrennfahrer
- Vines, John R. (* 1949), US-amerikanischer Offizier, Generalleutnant der US-Army
- Viñes, Ricardo (1875–1943), spanischer Pianist
- Vinet, Alexandre (1797–1847), Schweizer Theologe und Literaturhistoriker
- Vinet, Élie (1509–1587), französischer Humanist, Übersetzer, Philologe, Historiker, Lehrer
- Vinet, Isabella (* 1986), deutsche Schauspielerin
- Vinet, Luc (* 1953), kanadischer theoretischer Physiker
- Vineyard, George H. (1920–1987), US-amerikanischer theoretischer Festkörperphysiker

### Ving
- Ving, Lee (* 1950), US-amerikanischer Sänger, Gitarrist, Produzent und Schauspieler
- Vingaard, Martin (* 1985), dänischer Fußballspieler
- Vingada, Nelo (* 1953), portugiesischer Fußballspieler und -trainer
- Vingboons, Philips, niederländischer Architekt
- Vinge, Christian (* 1935), schwedischer Regattasegler
- Vinge, Joan D. (* 1948), US-amerikanische Science-Fiction-Autorin
- Vinge, Vegard (* 1971), norwegischer Theaterregisseur und Schauspieler
- Vinge, Vernor (1944–2024), amerikanischer Mathematiker, Informatiker und Science-Fiction-Autor
- Vingegaard, Jonas (* 1996), dänischer RadrennfahrerJonas Vingegaard (* 1996)

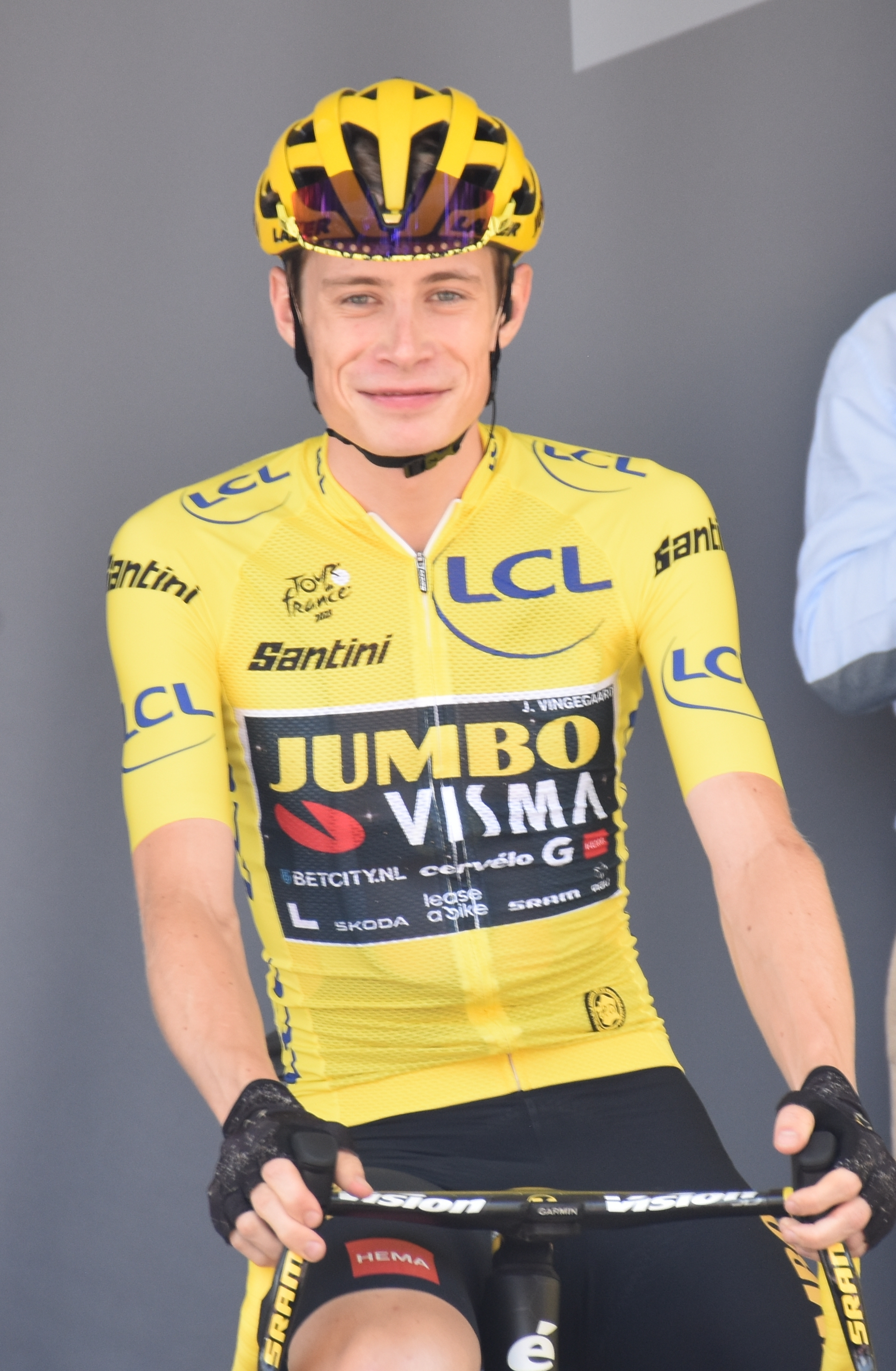
Jonas Vingegaard (* 1996)

- Vingelli, Nino (1912–2003), italienischer Schauspieler
- Vingerhoedt, René (1921–2005), belgischer Karambolagespieler, Autor und Bundestrainer
- Vingerling, Michael (* 1990), niederländischer Radrennfahrer
- Vingilis, Rolandas (* 1965), litauischer Manager, Vizepräsident und Vorstandsmitglied des Konzerns „MG Baltic“, Vorstandsvorsitzende der Holding UAB „MG Valda“ und Vorstandsmitglied der UAB „MG Baltic Trade“
- Vingle, Pierre de (1495–1536), Buchdrucker in Lyon, Genf und Neuenburg
- Vingqvist, Karl-Gustaf (1883–1967), schwedischer Turner
- Vingrienė, Virginija (* 1971), litauische Politikerin, Mitglied des Seimas
- Vingron, Martin (* 1961), österreichischer Bioinformatiker
- Vingt-Trois, André (1942–2025), französischer Geistlicher, römisch-katholischer Erzbischof von Paris
- Vingum, Alberte (* 2004), dänische Fußballtorhüterin

### Vinh
- Vinhaes, Luís (1896–1960), brasilianischer Fußballtrainer
- Vinhagen, Johann (1564–1630), Bürgermeister der Hansestadt Lübeck
- Vinhofvers, Dina (1620–1651), dänische Frau, wegen eines Skandals um Corfitz Ulfeldt hingerichtet

### Vini
- Vinício, Luís (* 1932), brasilianischer Fußballspieler und -trainer
- Vinícius Faria (* 1999), brasilianischer Fußballspieler
- Vinicius Iulianus, Titus, römischer Suffektkonsul (80)
- Vinícius Júnior (* 2000), brasilianisch-spanischer FußballspielerVinícius Júnior (* 2000)

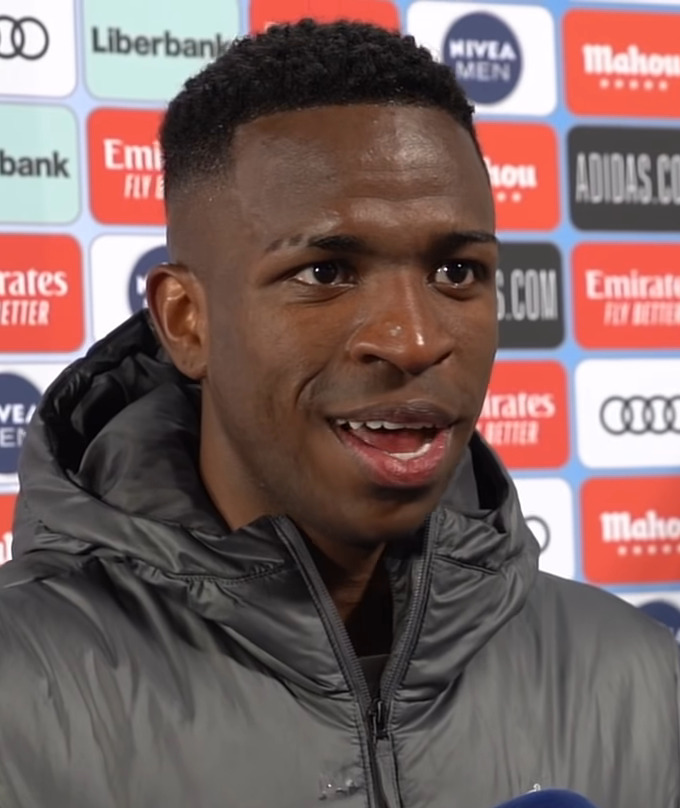
Vinícius Júnior (* 2000)

- Vinicius Pius, Lucius, römischer Offizier (Kaiserzeit)
- Vinícius, Caio (* 2003), brasilianischer Hürdenläufer
- Vinicius, Marcus († 46), römischer Politiker und Feldherr, Konsul 30 und 45
- Vinicius, Marcus, römischer Politiker und Feldherr, Konsul 19 v. Chr.
- Vinícius, Marcus (* 1985), brasilianischer Fußballspieler
- Vinicius, Publius, römischer Politiker, Konsul 2 n. Chr.
- Vinicka, Bronia (1923–2011), Kashariyot in den Ghettos Grodno und Bialystok, Archivarin
- Vinidarius, römischer Kochbuchautor
- Viniegra, Manuel (* 1988), mexikanischer Fußballspieler
- Viniegra, Salvador (1862–1915), spanischer Historienmaler und Kunstmäzen
- Vining, John M. (1758–1802), US-amerikanischer Politiker (Föderalistische Partei)
- Vinitharius († 376), möglicher Anführer der Greutungen
- Vinius, Titus († 69), römischer Konsul 69

### Vinj
- Vinja, Vojmir (1921–2007), kroatischer Linguist, Romanist und Hispanist
- Vinjarengen, Hans (1905–1984), norwegischer Nordischer Kombinierer
- Vinje, Aasmund Olavsson (1818–1870), norwegischer Schriftsteller, Journalist und Dichter
- Vinje, Kristin (* 1963), norwegische Politikerin
- Vinje, Vetle (* 1962), norwegischer Ruderer

### Vink
- Vink, Brendan (* 1990), australischer Wrestler
- Vink, Frans (1918–1967), niederländischer Jazzmusiker und Fotograf
- Vink, Henricus (* 1740), niederländischer Mediziner
- Vink, John (* 1948), belgischer Fotograf
- Vink, Marciano (* 1970), surinamisch-niederländischer Fußballspieler
- Vink, Martijn (* 1974), niederländischer Jazzmusiker
- Vink, Michael (* 1991), neuseeländischer Radrennfahrer
- Vink, Niels (* 2002), niederländischer Rollstuhltennisspieler
- Vink, Peter (* 1974), niederländischer Künstler
- Vink, Pieter (* 1967), niederländischer Fußballschiedsrichter
- Vink, Rene, niederländischer Bahnradsportler
- Vink, Ronald (* 1976), niederländischer Rollstuhltennisspieler
- Vinke, Henricus Egbertus (1794–1862), niederländischer reformierter Theologe
- Vinke, Hermann (* 1940), deutscher Journalist und Sachbuchautor
- Vinke, Nienke (* 2004), niederländische RadrennfahrerinNienke Vinke (* 2004)

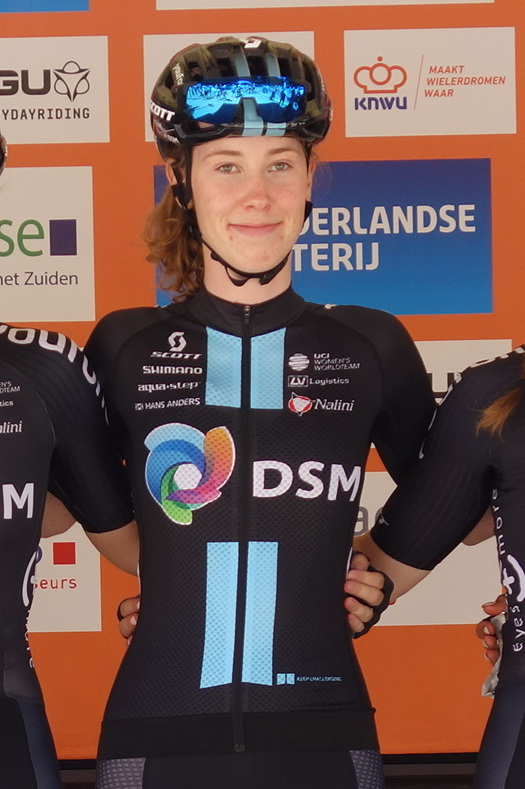
Nienke Vinke (* 2004)

- Vinke, Stefan (* 1966), deutscher Opernsänger (Tenor)
- Viņķele, Ilze (* 1971), lettische Politikerin (Vienotība), Mitglied der Saeima
- Vinkeles, Reinier (1741–1816), niederländischer Zeichner und Kupferstecher
- Vinkeloe, Biggi (* 1956), schwedische Jazz- und Improvisationsmusikerin
- Vinken, Ann-Kathrin (* 2000), deutsche Fußballspielerin
- Vinken, Barbara (* 1960), deutsche LiteraturwissenschaftlerinBarbara Vinken (* 1960)

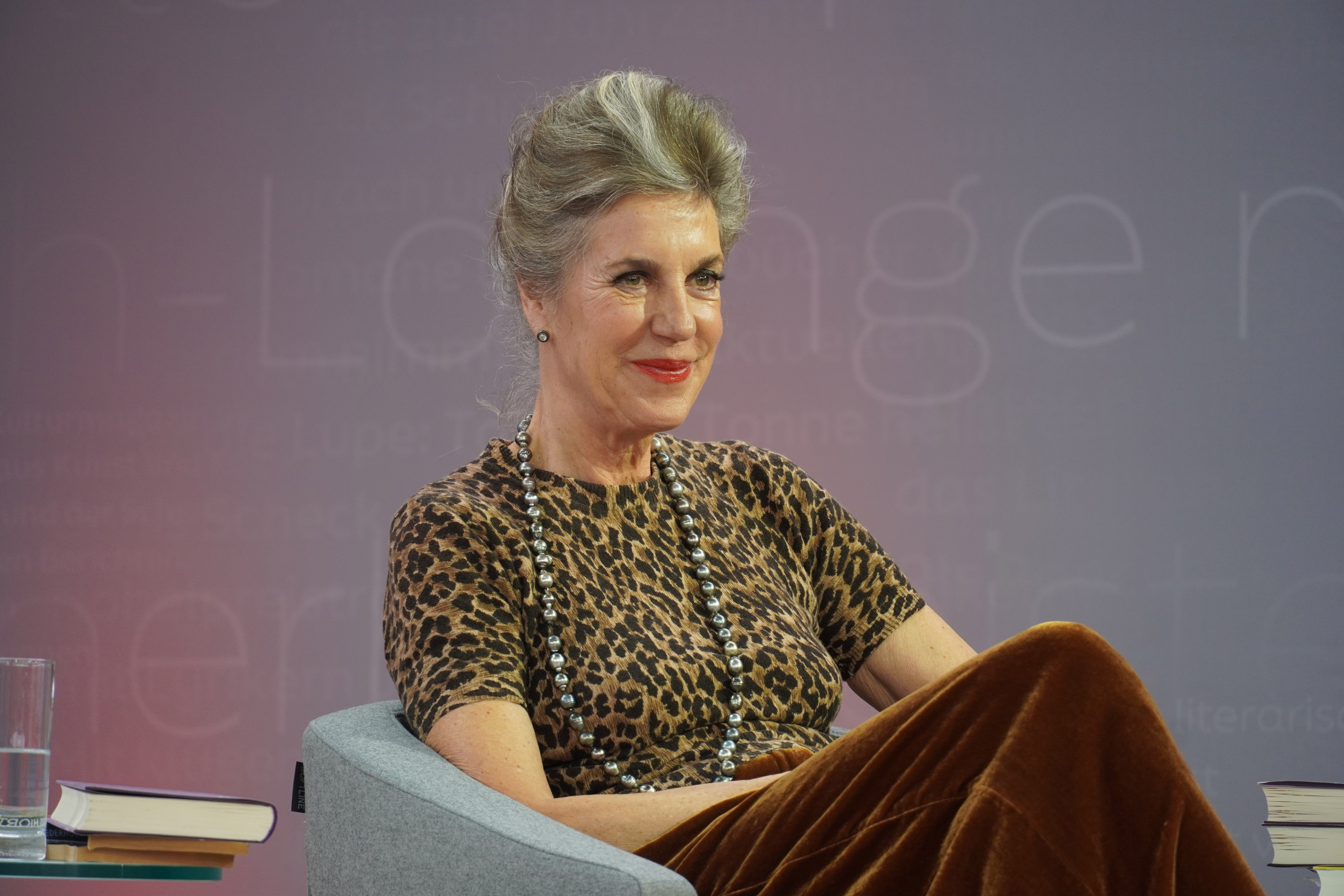
Barbara Vinken (* 1960)

- Vinken, Gerhard (* 1961), deutscher Kunsthistoriker und Hochschullehrer an der Universität Bamberg
- Vinken, Horst (* 1940), deutscher Steuerberater, Präsident der Bundessteuerberaterkammer
- Vinken, Hub (1926–2010), niederländischer Radrennfahrer
- Vinkenoog, Simon (1928–2009), niederländischer Autor
- Vinklář, Josef (1930–2007), tschechischer Schauspieler
- Vinklárková, Tereza (* 1998), tschechische Biathletin
- Vinko, Vedran (* 1990), slowenischer Fußballspieler
- Vinkus, Antanas (* 1942), litauischer Politiker, Diplomat und Bürgermeister

### Vinn
- Vinn, Olev (* 1971), estnischer Paläontologe und Geologe
- Vinnai, Gerhard (* 1940), deutscher Sozialpsychologe
- Vinnai, Immanuel Eugen (1889–1961), deutscher Landschaftsmaler
- Vinne, Erling (1892–1963), norwegischer Dreispringer
- Vinne, Ferry van der (1886–1947), niederländischer Fußballspieler
- Vinnegar, Leroy (1928–1999), US-amerikanischer Jazz-Bassist
- Vinnen, Adolf (1868–1926), Bremer Reeder, Unternehmensgründer und Politiker, MdBB
- Vinnen, Carl (1863–1922), deutscher Kunstmaler
- Vinnenberg, Walter (1901–1984), deutscher Pädagoge und römisch-katholischer Geistlicher
- Vinnerborg, Marcus (* 1972), schwedischer Eishockeyschiedsrichter
- Vinni (* 1976), norwegischer Sänger und Rapper
- Vinnicombe, Martin (* 1964), australischer Bahnradsportler
- Vinnicombe, Patricia (1932–2003), südafrikanische Archäologin und Kunstsachverständige
- Vinnitskaya, Anna (* 1983), russische Pianistin
- Vinnius, Arnold (1588–1657), niederländischer Jurist

### Vino
- Vinocour, Lev (* 1970), russisch-deutscher Pianist
- Vinocur, John (1940–2022), US-amerikanischer Journalist
- Vinod, P. J. (* 1979), indischer Zehnkämpfer
- Vinodani, Tharanga (* 1984), sri-lankische Hochspringerin
- Vinogradovs, Markuss (* 2002), lettischer nordischer Kombinierer
- Vinokurov, Evgeny (* 1990), russischer Tanzsportler und UnternehmensberaterEvgeny Vinokurov (* 1990)

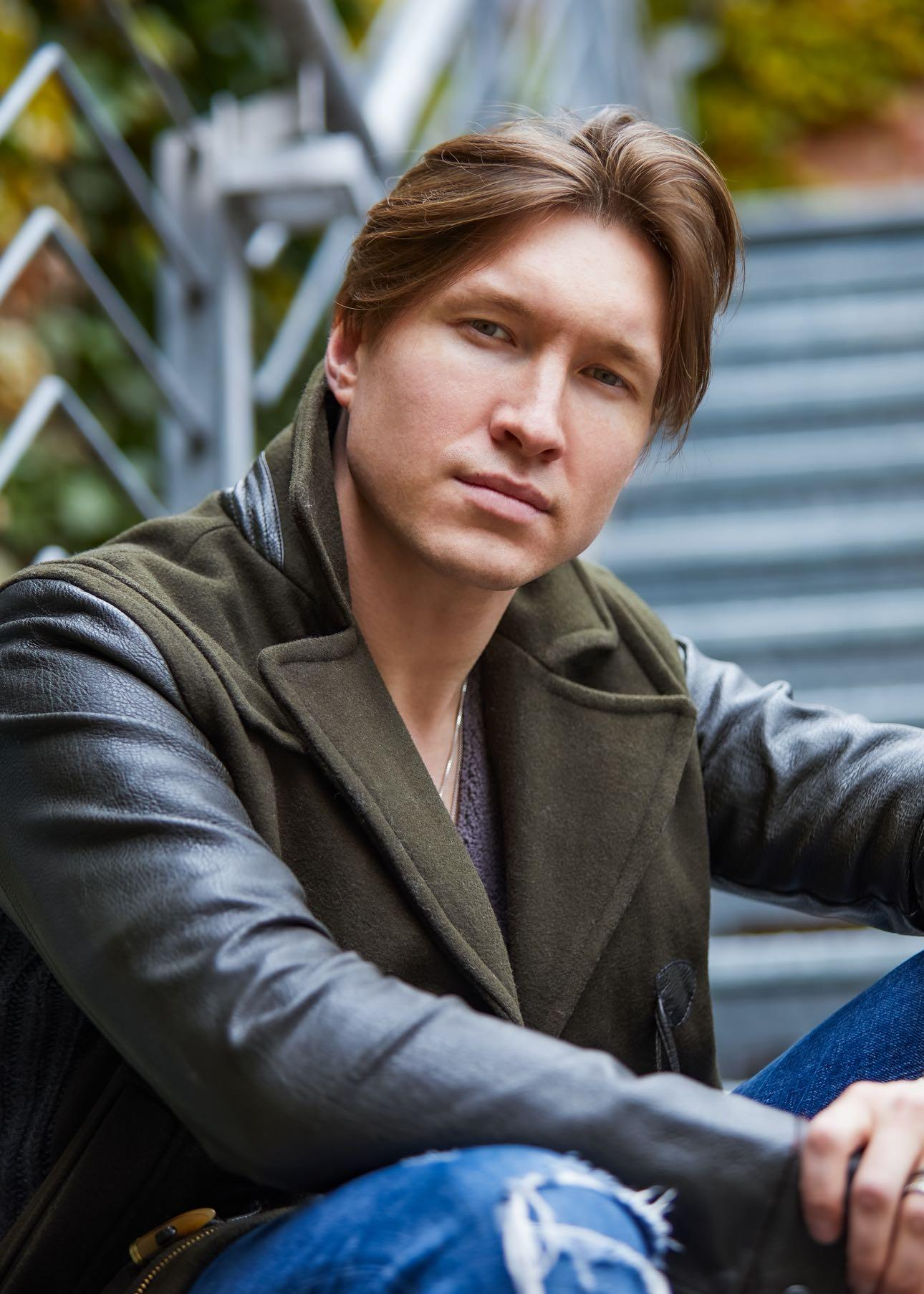
Evgeny Vinokurov (* 1990)

- Viñolas i Pujol, Xavier (1915–2002), katalanischer Maler
- Viñole, Omar, portugiesisch-brasilianischer Comiczeichner, Colorist und Inker
- Viñoly, Rafael (1944–2023), uruguayisch-US-amerikanischer Architekt
- Vinovich, Bill (* 1960), US-amerikanischer American-Football-Schiedsrichter
- Vinovich, Steve (* 1945), US-amerikanischer Schauspieler
- Vinoy, Joseph (1803–1880), französischer General und Senator

### Vins
- Vins, Joseph Nikolaus de (1732–1798), österreichischer Offizier
- Vinsa, Lisa (* 1995), schwedische Skilangläuferin
- Vinsome, P. K. W., britischer Physiker
- Vinson, Auguste (1819–1903), französischer Arzt, Dichter und Naturforscher von Réunion
- Vinson, Carl (1883–1981), US-amerikanischer Politiker
- Vinson, Clarence (* 1978), US-amerikanischer Boxer
- Vinson, Eddie (1917–1988), US-amerikanischer Jazz- und Rhythm-and-Blues-Saxophonist
- Vinson, Fred M. (1890–1953), US-amerikanischer Politiker, Finanzminister und Präsident des Obersten Bundesgerichts
- Vinson, Gary (1936–1984), US-amerikanischer Schauspieler
- Vinson, Helen (1907–1999), US-amerikanische Schauspielerin
- Vinson, Jean (1906–1966), französisch-mauritischer Entomologe
- Vinson, Maribel (1911–1961), US-amerikanische Eiskunstläuferin
- Vinson, Nigel, Baron Vinson (* 1931), britischer Politiker, Unternehmer und Manager
- Vinson, Sharni (* 1983), australische Schauspielerin und TänzerinSharni Vinson (* 1983)

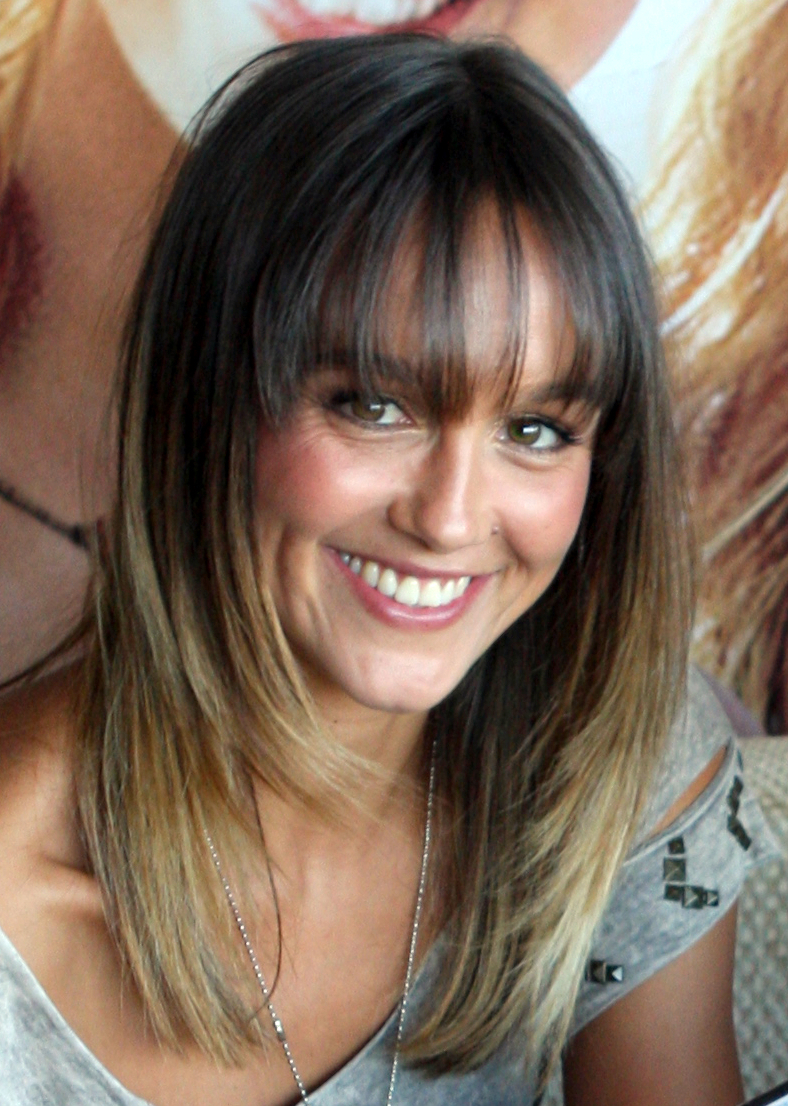
Sharni Vinson (* 1983)

- Vinson, Stan (* 1952), US-amerikanischer Sprinter
- Vinson, Walter (1901–1975), US-amerikanischer Blues-Gitarrist und Sänger
- Vinson, Will (* 1977), britischer Jazzmusiker (Saxophone)

### Vint
- Vint, Bill (1906–1993), englischer Tischtennisfunktionär
- Vint, Mare (1942–2020), estnische Graphikerin
- Vint, Toomas (* 1944), estnischer Schriftsteller und Maler
- Vintage Culture (* 1993), brasilianischer DJ und Musikproduzent
- Vintcent, Charles (1866–1943), südafrikanischer Cricketspieler
- Vintém, Paulo (* 1979), portugiesischer Popsänger
- Vinter Hansen, Julie Marie (1890–1960), dänische Astronomin
- Vinter, Owen (* 2001), britischer Skirennläufer
- Vinter, Zak (* 1998), britischer Skirennläufer
- Vinterberg, Thomas (* 1969), dänischer RegisseurThomas Vinterberg (* 1969)

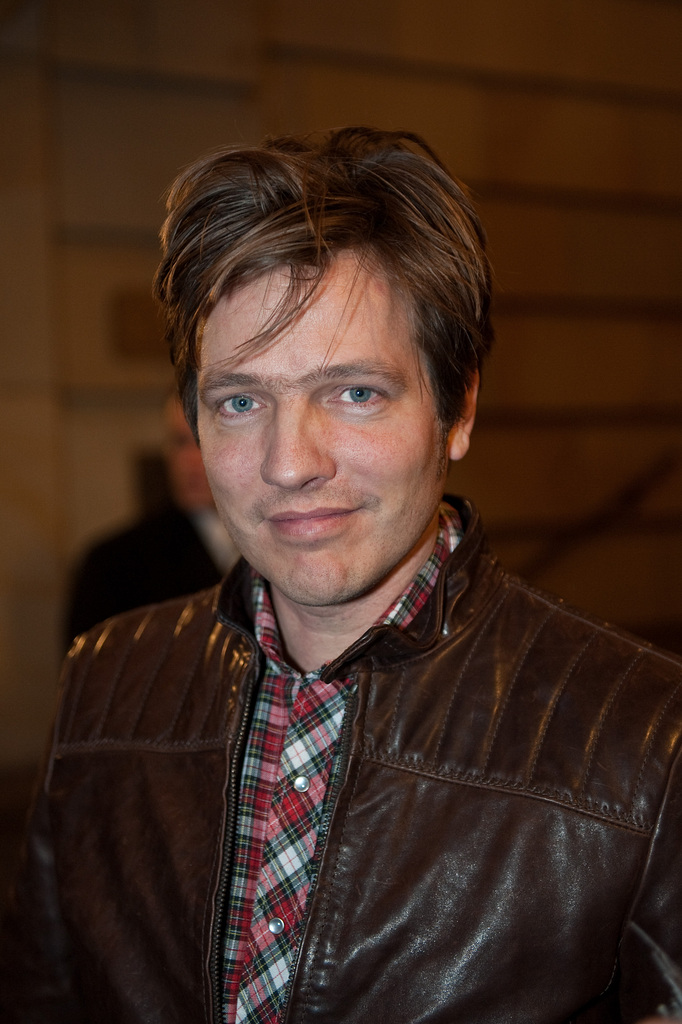
Thomas Vinterberg (* 1969)

- Vinterbo-Hohr, Aagot (* 1936), norwegisch-samische Schriftstellerin und Literaturwissenschaftlerin
- Vinters, Edgars (1919–2014), lettischer Maler
- Vinther, Johannes (1893–1968), dänischer Turner
- Vinther, Marcus (* 2002), dänischer Basketballspieler
- Vinther, Troels (* 1987), dänischer Radrennfahrer
- Vintilă, Elena (* 1946), rumänische Weitspringerin und Fünfkämpferin
- Vintilescu, Giorgi, rumänischer Kapellmeister
- Vintimilla Cabrera, Oswaldo Patricio (* 1966), ecuadorianischer Geistlicher und römisch-katholischer Bischof von Azogues
- Vintimille du Luc, Charles (1741–1814), französischer Aristokrat und General; illegitimer Sohn König Ludwigs XV.
- Vintimille du Luc, Charles Gaspard Guillaume de (1655–1746), Bischof von Marseille, Erzbischof von Aix und Paris
- Vintimille du Luc, Gaspard-Magdelon-Hubert de (1687–1748), französischer Edelmann und General
- Vintimille du Luc, Jean de (1615–1682), französischer Geistlicher und Bischof von Digne und Toulon
- Vintimille du Luc, Jean-Baptiste Félix Hubert de (1720–1777), französischer Edelmann und General
- Vintler, Hans, Tiroler herzoglicher Amtmann, Gesandter und Schriftsteller
- Vintler, Niklaus († 1413), Angehöriger der frühen Vintler
- Vinton, Bobby (* 1935), US-amerikanischer SängerBobby Vinton (* 1935)

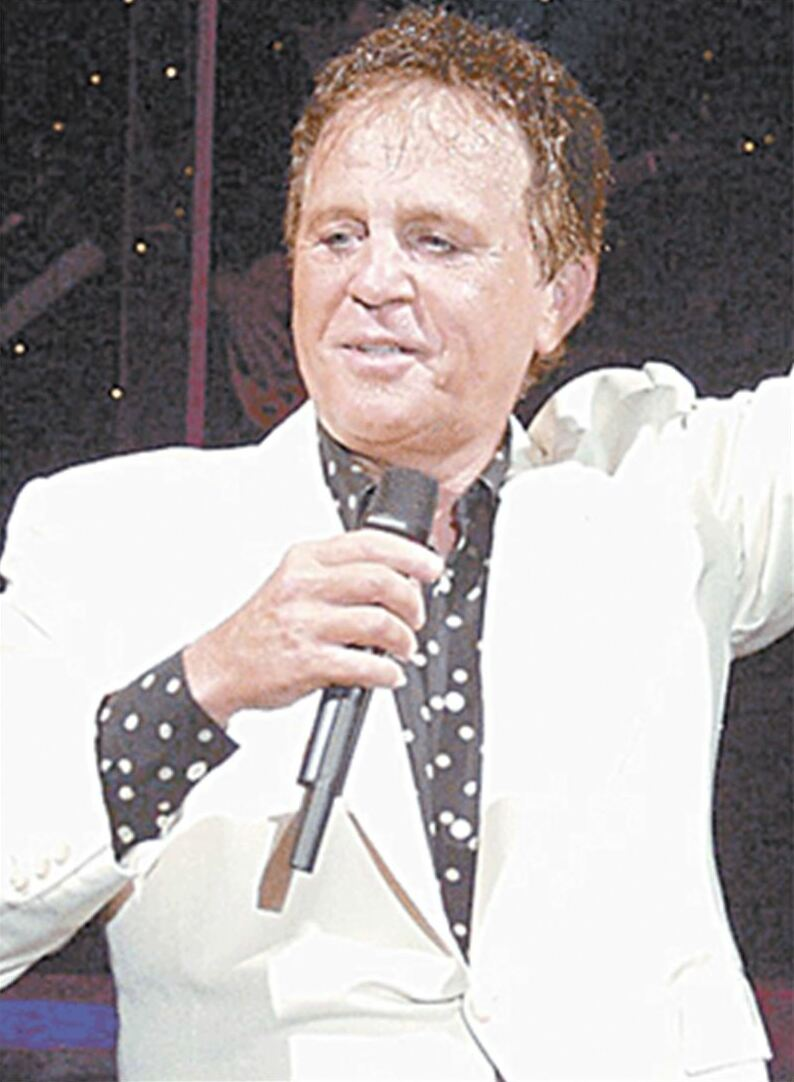
Bobby Vinton (* 1935)

- Vinton, Samuel Finley (1792–1862), US-amerikanischer Politiker
- Vinton, Will (1947–2018), US-amerikanischer Filmproduzent, Regisseur und Trickfilmanimator
- Vintousky, Robert (1909–1995), französischer Stabhochspringer
- Vintr, Josef (* 1938), österreichischer Slawist
- Vintschgau, Maximilian von (1832–1913), österreichischer Physiologe
- Vintzelberg, Joachim von, deutscher Hofmann und Verwaltungsbeamter

### Vinx
- Vinx, Roland (* 1944), deutscher Geologe und Mineraloge

### Viny
- Vinyals i Galí, Josep (1771–1825), katalanischer Komponist, Organist und Instrumentalist
- Vinyoles, Narcís († 1517), valencianischer Poet, Jurist und Minister
- Vinyoli, Joan (1914–1984), katalanischer Dichter

### Vinz
- Vinz, Waldemar (1906–1986), deutscher Ingenieur
- Vinzens, Flavia (* 1989), Schweizer Synchronsprecherin
- Vinzens, Nadine (* 1983), Schweizer Model und Schauspielerin, Miss Schweiz 2002
- Vinzent, Markus (* 1959), deutscher Religionswissenschaftler und Hochschullehrer
- Vinzent, Oskar (1912–1994), deutscher Politiker (FDP, DPS)
- Vinzent, Otwin (1929–1997), deutscher Bibliothekar
- Vinzents, Ulrich (* 1976), dänischer Fußballspieler
- Vinzenz von Agen, Märtyrer und Heiliger
- Vinzenz von Beauvais, französischer Dominikaner und Gelehrter
- Vinzenz von Kielcza, polnischer Komponist
- Vinzenz von Lérins, Mönch und Kirchenvater
- Vinzenz von Paul (1581–1660), französischer Priester und Begründer der neuzeitlichen CaritasVinzenz von Paul (1581–1660)

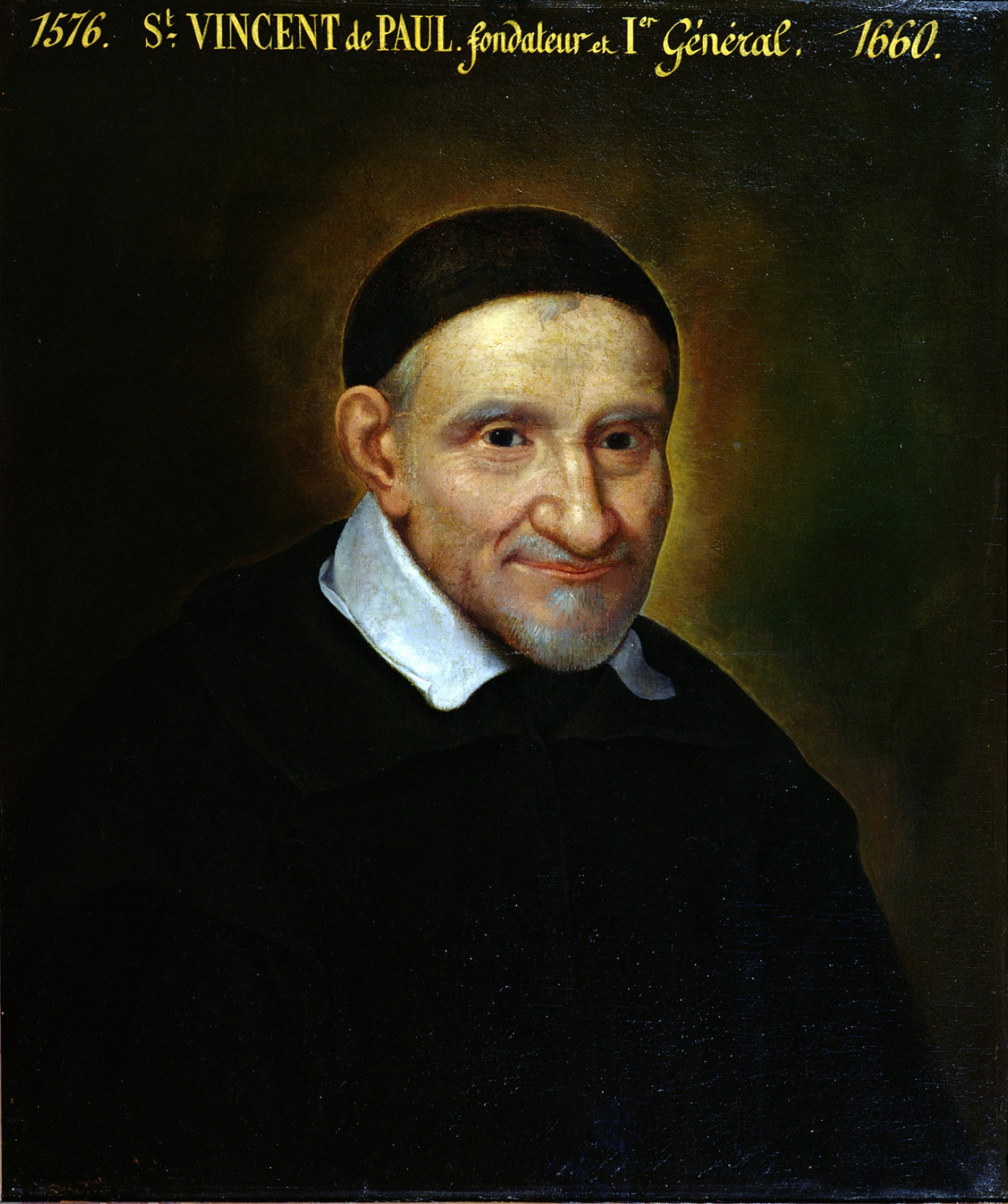
Vinzenz von Paul (1581–1660)

- Vinzenz von Prag, Prager Domherr, Bischofskaplan und Chronist
- Vinzenz von Valencia, Diakon und Märtyrer
- Vinzenz von Wartenberg († 1425), Oberstburggraf von Böhmen
- Vinzing, Ute (* 1936), deutsche Opernsängerin (Sopran) und Kammersängerin
- Vinzl, Josef (1867–1947), österreichischer Politiker (NWB, fraktionslos), Abgeordneter zum Nationalrat